# Ophrys chobautii
Ophrys chobautii är en orkidéart som beskrevs av Gottfried Keller, B.Tyteca och Daniel Tyteca. Ophrys chobautii ingår i ofryssläktet, och familjen orkidéer. Inga underarter finns listade i Catalogue of Life.